# Bray (Eure)
Bray település Franciaországban, Eure megyében. Lakosainak száma 400 fő (2022. január 1.). Bray Barc, Beaumontel, Combon, Écardenville-la-Campagne, Le Plessis-Sainte-Opportune és Goupil-Othon községekkel határos.

## Népesség
A település népességének változása:
| Lakosok száma | 208  | 189  | 244  | 262  | 372  | 381  | 398  | 398  | 398  | 400  |
|               | 1968 | 1982 | 1990 | 2006 | 2013 | 2015 | 2017 | 2019 | 2020 | 2022 |